# Bouira Lahdab
Bouira Lahdab là một đô thị thuộc tỉnh Djelfa, Algérie. Dân số thời điểm năm 2002 là 8.897 người.